# Alphonso, Earl of Chester
Alphonso (* 24. November 1273 in Bayonne, Frankreich; † 14. oder 19. August 1284 in Windsor Castle) war ein englischer Königssohn. Von 1274 bis zu seinem Tod war er Thronfolger des Königs von England.

## Herkunft
Alphonso war das achte oder neunte Kind und der vermutlich dritte Sohn von Eduard I. von England und Eleonore von Kastilien. Er wurde auf der Rückreise des Kreuzzugs, zu dem seine Eltern 1270 aufgebrochen waren, in Südwestfrankreich geboren. Benannt wurde er nach seinem Onkel mütterlicherseits, König Alfons X. von Kastilien, der sein Taufpate war.

## Leben

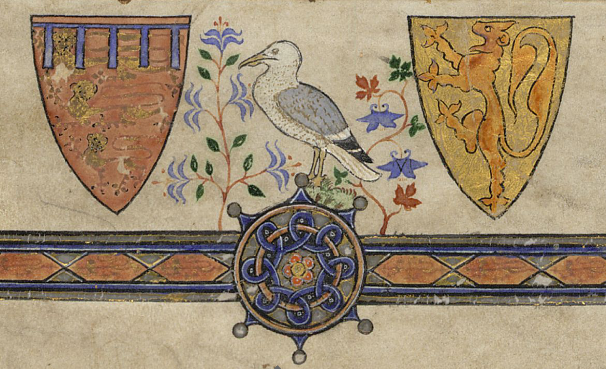
Darstellung aus dem Alphonso-Psalter von seinem Wappen und dem Wappen seiner Verlobten Margarite von Holland

Im August 1274 kehrten seine Eltern nach England zurück, und nach dem Tod seines älteren Bruders Henry im Oktober 1274 wurde Alphonso als ältester überlebender Sohn der nächste Thronfolger. Er wuchs in einem eigenen Haushalt zusammen mit seinen Geschwistern auf, während seine Eltern, wie es im Mittelalter in den Familien des englischen Adels üblich war, nur wenig Kontakt zu ihren Kindern hatten. Der Haushalt der Königskinder war nicht verschwenderisch ausgestattet, doch Alphonso besaß eine Spielzeugburg mit einer Belagerungsmaschine. Alphonso wurde mit Margarite, einer Tochter von Graf Florens V. von Holland verlobt. Er starb jedoch kurz vor der geplanten Hochzeit. Nach ihm wurde das Alphonso Psalter benannt, ein aufwändig gestaltetes Psalter, das für ihn begonnen wurde, aber nach seinem Tod vereinfacht fertiggestellt wurde und sich heute in der British Library befindet. Alphonso starb nur wenige Monate nach der Geburt seines Bruders Eduard. Da dieser dann der einzige noch lebende Sohn des Königs war, wurde Alphonsos Tod mit Bestürzung aufgenommen. Dennoch ließen seine Eltern für ihren einen Monat später gestorbenen Neffen Heinrich von der Bretagne wesentlich mehr Seelenämter feiern als für ihren Sohn. Alphonso wurde in dem Grab seiner als Kind gestorbenen Tante Katharina in der Westminster Abbey beigesetzt, in dem noch mehrere andere als Kind gestorbene Königskinder beigesetzt wurden.

## Die Bezeichnung „Earl of Chester“
Angeblich soll Alphonso 1284 zum Earl of Chester erhoben worden sein, wofür es jedoch keinen Beleg gibt. Diese Annahme und damit der Gebrauch dieser Bezeichnung für ihn stammt wahrscheinlich aus dem 17. Jahrhundert. Man nennt ihn seither so, weil Eduard III. im Jahr 1338 die Grafschaft von Chester zu einer der größten Pfründen Englands machte, neben dem Herzogtum Cornwall. Die Grafschaft dient seitdem in der Regel als Apanage des ältesten Sohns des Königs von England. Alphonso wird von seinen Zeitgenossen jedoch nur „Lord Alphonso“ genannt, und zum Zeitpunkt seines Todes war er für die damalige Zeit noch zu jung, um mit einer eigenen Apanage ausgestattet zu werden.